# Bulbophyllum ignevenosum
Bulbophyllum ignevenosum là một loài phong lan thuộc chi Bulbophyllum.